# Boghiș (gmina)
Boghiș – gmina w Rumunii, w okręgu Sălaj. Obejmuje miejscowości Boghiș i Bozieș. W 2011 roku liczyła 1858 mieszkańców.